# Mad Heidi
Mad Heidi è un film del 2022 diretto da Johannes Hartmann e Sandro Klopfstein.
Si tratta di un film d'exploitation, splatter e satirico/grottesco di produzione svizzera, interpretato da Alice Lucy nel ruolo della protagonista, David Schofield nei panni del nonno di Heidi e Casper Van Dien nei panni del presidente Meili.

## Trama
Heidi vive in montagna con il suo fidanzato Peter il pastore e suo nonno. Peter il pastore intralcia il dittatore e magnate monopolista del formaggio svizzero Meili vendendo il proprio, cosa che urta profondamente lo "svizzerissimo" presidente-dittatore. Come punizione, Peter viene giustiziato in modo molto cruento e splatter dal comandante Knorr davanti agli occhi di Heidi, la quale viene portata in una prigione-riformatorio femminile a Castelgrande, nel Canton Ticino e consegnata alla direttrice signorina Rottweiler.
Nel carcere, le prigioniere sono costrette a mangiare il formaggio di Meili mentre le allergiche al lattosio vengono eliminate. Fra nutrizione forzata e sollevamento di tome di formaggio, le prigioniere devono diventare forti per prendere parte al brutale festival nazionale del wrestling, ma con il sostegno della sua compagna di cella Klara, Heidi diventa un'amazzone ribelle determinata a porre fine alla dittatura nazistoide dei "fascisti del formaggio", con ampio spargimento di sangue.

## Produzione
Le riprese si sono svolte in 27 giorni, dal 17 settembre al 26 ottobre 2021, in Svizzera. Fra le location: Burgdorf, Erlach, Engstligenalp e il Museo all'aperto di Ballenberg.
Il film è stato prodotto da A Film Company GmbH, con la partecipazione della radio e della televisione svizzere. Swissploitation Films GmbH ha rilevato la distribuzione mondiale. Il finanziamento è provenuto principalmente da un crowdfunding: sono stati raccolti circa due milioni di franchi svizzeri da 538 investitori di 19 paesi. Il produttore finlandese Tero Kaukomaa aveva precedentemente raccolto tramite crowdfunding fondi per Iron Sky.
Eric Lehner è stato il responsabile della macchina da presa, Jann Anderegg, Claudio Cea e Isai Oswald del montaggio. Mario Batkovic ha scritto la musica, Nina Jaun ha disegnato i costumi e Myriam Kaelin ha disegnato il set. Questo è stato il primo ruolo in un lungometraggio per l'attrice anglo-catalana Alice Lucy, cintura nera di taekwondo. Il ruolo principale era originariamente destinata a Jessy Moravec.

## Distribuzione
È stato presentato in anteprima il 2 settembre 2022 al Brussels International Fantastic Film Festival, dove ha vinto il premio del pubblico. È stato presentato come proiezione speciale allo Zurich Film Festival 2022. È uscito nelle sale in Germania, Austria e Svizzera il 24 novembre 2022 ed è stato distribuito online l'8 dicembre 2022.